# Tele 2000
Tele 2000 fue la primera operadora de telefonía celular en el Perú, creada el 3 de junio de 1990 por el empresario Genaro Delgado Parker y su familia
El área de cobertura inicialmente fue en Lima Metropolitana. Sus planes iniciales eran con contrato y en dólares, lo cual lo hacían un servicio caro.
En 1998, la extinta operadora móvil estadounidense Bellsouth, compró el 100% de las acciones de Tele2000, comenzando con ello el ingreso de la operadora en el Perú y el comienzo de la expansión de su cobertura a nivel nacional bajo una para ese entonces, moderna Red CDMA.

## Historia
El 3 de junio de 1990, el empresario y broadcaster peruano Genaro Delgado Parker crea la primera empresa de telefonía móvil en el Perú, la cual al principio se llamaba Tele Móvil. 
En ese mismo año, justo cuando estaban ya consolidándose en Lima construyendo nuevas antenas que le permitían tener una cobertura de alcance cada vez mayor, el Estado Peruano subastó toda la empresa estatal Entel Perú, con la CPT incluida, a la empresa Telefónica de España, dándole el monopolio de toda la red de telecomunicaciones del país. Pronto Telefónica ingresaría al mercado sus teléfonos celulares con MoviLine (después Movistar) y al poco tiempo ya había desplazado a Celular 2000 volviéndolo a una insignificante minoría.
Pero ya para 1993 pasa a llamarse Tele 2000, pero ya para 1998 decide vender todas las acciones de la empresa a la firma estadounidense BellSouth y pasa a pasar a hacer Bellsouth Perú con lo cual adquirió el 100% de participación,
La nueva compañía, la estadounidense Bellsouth continuó operando hasta 2005, año en el cual vendió todas su filiales en Latinoamérica a Movistar.

## Empresas de Tele 2000
Estas son las empresas que pertenecían a Tele 2000:
- Celular 2000: Fue la primera operadora de teléfonos móviles en el Perú de la empresa, que presentaba su primer celular exclusivamente en tres centros comerciales de Lima.[4]
- Televan: Era la operadora encargada de los teléfonos fijos distribuidos en las casas.
- Telecable: Fue la primera operadora de televisión por cable del Perú de la empresa, fundada en el año 1989.[5]
- Memo 2000: Era la casilla de voz de la empresa.
- Guía 2000: Eran las guías telefónicas de la empresa, pero únicamente Páginas Amarillas.
- Aló USA: Era la encargada de distribuir las tarjetas del mismo nombre para llamar a Estados Unidos y otros lugares del mundo.[6]
- Telepoint: Eran los teléfonos públicos inteligentes de la empresa distribuidos en todas las calles, desde los cuales se podían realizar llamadas telefónicas introduciendo monedas o una tarjeta de la misma línea.[1]

## Eslóganes
- 1990-1993: Tele 2000, la Nueva Compañía de Teléfonos de Lima
- 1990-1993: Tele 2000, la Comunicación oportuna no tiene precio